# Villa Koliba
Die Villa Koliba (poln. Willa „Koliba“) wurde 1892 in Zakopane von Stanisław Witkiewicz im Zakopane-Stil erbaut. 1901 wurde die Villa ausgebaut. Seit 1983 ist sie denkmalgeschützt. Sie ist seit 1993 eine der elf Filialen des 1889 gegründeten Tatra-Museums. Thema der Ausstellung ist der Zakopane-Stil.